# 写9
写9（しゃきゅう）は、落語家の古今亭菊千代が日本国憲法第9条の条文をなぞったもの。写経を模範としている。

## 概説
菊千代の呼びかけによって、日本国憲法第9条のありがたさを広めようということから、写9が作られた。菊千代は落語家の立場から講演などで、護憲や反戦を訴えている。